# ماونت سيناي بيت إسرائيل
ماونت سيناي بيت إسرائيل (بالإنجليزية: Mount Sinai Beth Israel)‏ هو مستشفىً تعليمي يحتوي على 799 سريرًا في نيويورك، حيثُ يعد جزءًا من نظام ماونت سيناي الصحي، وهو نظامٌ غير ربحيٍ تَشكلَ في سبتمبر 2013، ويُعتبر شريكًا أكاديميًا تابعًا لمدرسة طب ماونت سيناي.